# 奧科洛納
奧科洛納（英語：Okolona）是一個位於美國密西西比州奇克索縣的城市。根據2010年美國人口普查，該地共人口2692人，而該地的面積約為17.25平方千米。同時該地也和休斯敦同为奇克索縣的縣治。

## 地理
奧科洛納的座標為34°00′21″N 88°45′01″W / 34.00583°N 88.75028°W，而該地的平均海拔高度為103米（即338英尺）。